# Ewaryst Wielgórski
Ewaryst Wielgórski herbu Grzymała (ur. ok. 1753, zm. 30 września 1813 w Nurzynie) – 
komornik ziemski łukowski (1785), skarbnik parczewski w latach 1793–1794, konsyliarz województwa lubelskiego i ziemi łukowskiej w konfederacji targowickiej.

## Życie prywatne
Z żoną Eleonorą z Domańskich (1762-1832) miał syna Jacka Rocha Wielgórskiego (1799-ok. 1850) oraz córki: Annę Karwowską (1788-?), Katarzynę (1791-1813), Justynę Sosnowską (1794-1817) i Mariannę Świeszewską (1801-?).